# Libby Riddles

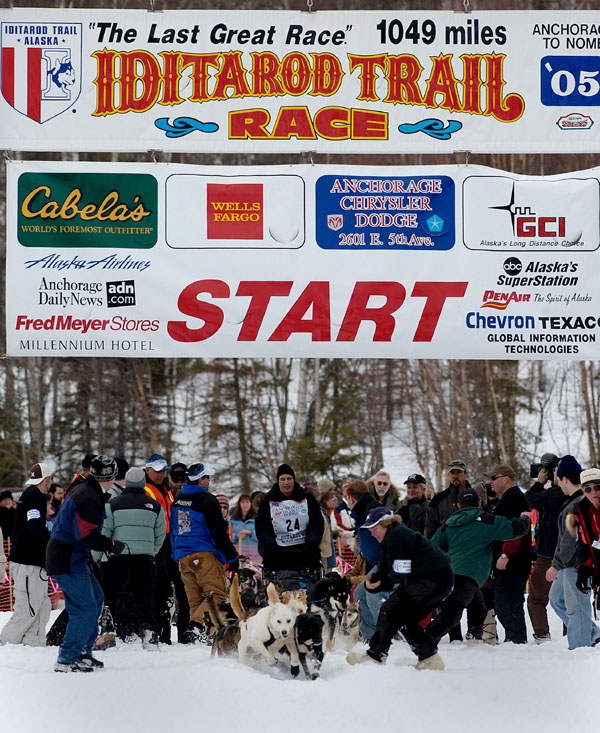
Ein 16-Hunde-Team startete am 6. März 2005 im 1.100 Meilen langen Iditarod-Hundeschlittenrennen. Das Rennen dauert normalerweise 9–12 Tage

Libby Riddles (* 1. April 1956 in Madison, Wisconsin) ist eine amerikanische Champion-Schlittenhunderennfahrerin, die 1985 als erste Frau den Iditarod gewann, das längste Hundeschlittenrennen der Welt in Alaska.

## Leben und Werk
Riddles wurde als Tochter von Willard und Mary Riddles geboren. Sie wuchs in Washington State und Minnesota auf, wo sie die Apollo High School in St. Cloud besuchte. Mit 16 Jahren zog sie nach Alaska. Sie wohnte in einer abgelegenen Gegend im Westen Alaskas und lebte nach 1985 sechs Jahre in einem Inupiat-Dorf in Nordalaska.
1978 fuhr sie den Clines Mini Mart Sprint und gewann den ersten Platz. Bei den Iditarod-Rennen 1980 und 1981 belegte sie die Plätze 18 und 20. Sie entschied sich daraufhin ihre eigenen Schlittenhunde zu züchten und auszubilden. Sie zog nach Shaktoolik und arbeitete für kurze Zeit als Fischverkäuferin, während sie ihre Hunde trainierte. Dann zog sie nach Teller (Alaska), wo sie mit dem Inupiat-Musher Joe Garnie als Partner Hunde züchtete und ausbildete.
Am 20. März 1985 gewann sie als erste Frau das Iditarod Trail Sled Dog Race mit einem 13-Hunde-Team in 18 Tagen, 20 Minuten und 17 Sekunden. Bei dem Rennen gab es 64 Teilnehmer mit jeweils 14 bis 18 Hunden. Die Temperaturen sanken auf −50 Grad Fahrenheit und zweimal während des Rennens stoppten die Offiziellen den Wettbewerb, damit die Musher und ihre Hunde Schutz suchen konnten. In dem Jahr wurde das Rennen offiziell für insgesamt 87 Stunden unterbrochen und für die Hunde mussten Notrationen eingeflogen werden.
2007 wurde ihr Sieg beim Iditarod Trail Race als „Hall of Fame Moment“ in die Alaska Sports Hall of Fame aufgenommen. Im Smithsonian National Museum of American History ist der 1985 benutzte Schlitten jetzt Teil der Sammlungen.

## Auszeichnungen
1985 wurde sie von der Women’s Sports Foundation zur Sportlerin des Jahres gekürt und von den Iditarod-Tierärzten mit dem Leonhard Seppala Humanitarian Award 1985 ausgezeichnet. Diese Auszeichnung wird von den Renntierärzten an den Musher vergeben, der sich während des Iditarod-Rennens bestens um sein Hundeteam kümmert. Darüber hinaus gewannen ihre beiden Leithunde 1985 den Golden Harness Award. Libby erhielt auch den Humanitarian Award beim Iditarod, Kusko 300, dem weltweit ersten Mittelstrecken-Hundeschlittenrennen, und beim John Beargrease-Rennen. Sie gewann das Rennen und den humanitären Preis dafür, dass sie ihre Hunde in einem erstklassigen Zustand hielt, indem sie sich Zeit nahm, um ihnen genügend Ruhepausen und Futter zu geben.
Sie fuhr ungefähr 20 Jahre lang Rennen und konzentrierte sich dann auf das Züchten und Trainieren von Hunden.

## Veröffentlichungen (Auswahl)
- mit Shannon Cartwright: Storm Run: The Story of the First Woman to Win the Iditarod Sled Dog Race (PAWS IV). Little Bigfoot; Revised Edition, 2002, ISBN 978-1-57061-298-5.
- Race Across Alaska: First Woman to Win the Iditarod Tells Her Story. Stackpole Books, 1988, ISBN 978-0-8117-2253-7.
- mit Shannon Cartwright: Danger the Dog Yard Cat (PAWS IV). Little Bigfoot; 004 Edition, 1997, ISBN 978-0-934007-09-2.